# Andrej Loktionov
Andrej Vjačeslavovič Loktionov (in russo Андрей Вячеславович Локтионов?; Voskresensk, 30 maggio 1992) è un hockeista su ghiaccio russo professionista che gioca nel ruolo di centro. Dalla stagione 2014-2015 gioca per la Lokomotiv Jaroslavl'.

## Carriera
Prodotto del Khimik Voskresensk, inizia a giocare per lo Spartak Mosca prima di venire messo sotto contratto dalla Lokomotiv Jaroslavl'. Nel 2008 risulta la 123ª scelta del draft, assegnata ai Los Angeles Kings.
Negli Stati Uniti viene utilizzato maggiormente dai Manchester Monarchs, la squadra affiliata ai Kings in AHL. Nella stagione 2010-2011 ha guadagnato un po' di spazio in prima squadra, riuscendo anche a segnare il suo primo gol in NHL nella partita contro i Carolina Hurricanes del 19 ottobre 2010. Con i californiani ha vinto la Stanley Cup 2012, giocando anche due partite di playoff.
Il 6 febbraio 2013 è stato ceduto ai New Jersey Devils in cambio di una scelta nel quinto round dell'NHL Entry Draft 2013, venendo inizialmente assegnato agli affiliati degli Albany Devils; in seguito, è stato inserito stabilmente in prima squadra, debuttando contro i Winnipeg Jets il 28 febbraio, segnando anche un gol.
Dopo una breve parentesi con i Carolina Hurricanes Loktionov fece ritorno in Russia per giocare in Kontinental Hockey League nuovamente con la Lokomotiv Jaroslavl'.

## Palmarès

### Club
- Stanley Cup: 1

Los Angeles: 2011-2012
- Ontario Hockey League: 1

Windsor: 2008-2009
- Memorial Cup: 1

Windsor: 2009

### Nazionale
- Campionato mondiale di hockey su ghiaccio Under-18: 1

Finlandia 2007